# Đội tuyển bóng đá trong nhà quốc gia Brasil
Đội tuyển futsal quốc gia Brasil đại diện cho Brasil trong các trận futsal quốc tế, do Liên đoàn bóng đá Brasil (CBF) điều hành. Đội bóng được coi là mạnh nhất thế giới giành được kỷ lục 3 chức vô địch liên tiếp tại FIFA Futsal World Cup. Brasil cũng giữ kỷ lục 12 chức vô địch Giải vô địch futsal Nam Mỹ và 5 lần vô địch Taça América de Futsal.

## Cầu thủ

### Đội hình hiện tại
| Số | VT | Cầu thủ          | Ngày sinh (tuổi)  | Trận | Bàn | Câu lạc bộ    |
| -- | -- | ---------------- | ----------------- | ---- | --- | ------------- |
|    | TM | Guitta           | 11 tháng 6, 1987  |      |     | Sporting CP   |
|    | TM | Diego Roncaglio  | 15 tháng 7, 1988  |      |     | Benfica       |
|    |    |                  |                   |      |     |               |
|    | HV | Leo Santana      | 27 tháng 3, 1988  |      |     | ElPozo Murcia |
|    | HV | João Victor      | 12 tháng 7, 2000  |      |     | Palma FS      |
|    | HV | Marlon Araújo    | 28 tháng 12, 1987 |      |     | Palma FS      |
|    |    |                  |                   |      |     |               |
|    | TV | Caio Ruiz        | 18 tháng 7, 1997  |      |     | Sporting CP   |
|    | TV | Marcênio         | 5 tháng 10, 1987  |      |     | Barcelona     |
|    | TV | Arthur Guilherme | 16 tháng 5, 1994  |      |     | Benfica       |
|    | TV | Diego Nunes      | 31 tháng 10, 1994 |      |     | Palma FS      |
|    |    |                  |                   |      |     |               |
|    | TĐ | Rafa Santos      | 25 tháng 9, 1990  |      |     | Palma FS      |
|    | TĐ | Vinícius Rocha   | 30 tháng 3, 1995  |      |     | Benfica       |
|    | TĐ | Guilhermão       | 18 tháng 9, 2000  |      |     | Inter FS      |